# Isola di Rozmyslov
L'isola di Rozmyslov (in russo Остров Розмыслова, ostrov Rozmyslova) è un'isola russa bagnata dal mare di Kara.
Amministrativamente appartiene al distretto di Tajmyr del Territorio di Krasnojarsk, nel Distretto Federale Siberiano.

## Geografia
L'isola è situata nella parte sud-orientale del mare di Kara, 1,5 km a nord dell'isola del Pilota Machotkin e 3,7 km a nord-est dell'isola del Pilota Alekseev. A nord-ovest è separata dalle isole di Pachtusov dall'ampio stretto di Matisen (пролив Матисена, proliv Matisena). Fa parte della Riserva naturale del Grande Artico.
L'isola ha una forma irregolare, allungata da nord a sud, e misura approssimativamente 2,9 km di lunghezza e 1,45 km di larghezza massima nella parte settentrionale. A nord raggiunge un'altezza massima di 15 m s.l.m.

Al centro è presente un laghetto da cui parte un breve corso d'acqua a carattere stagionale.

Geologicamente, l'isola di Rozmyslov, così come le isole vicine, è una continuazione dell'arcipelago di Nordenskiöld, e talvolta è considerata parte di esso.
L'isola prende il nome dal tenente di marina sovietico Fëdor Rozmyslov.

## Isole adiacenti
- Isola del Pilota Alekseev (остров Пилота Алексеева), a sud-ovest.
- Isole Lafetnye (острова Лафетные), a sud-ovest.
- Isola del Pilota Machotkin (остров Пилота Махоткина), a sud.
- Isole Bliznecy (острова Близнецы), a nord.